# Ipiebang
Ipiebang is een bestuurslaag in het regentschap Flores Timur van de provincie Oost-Nusa Tenggara, Indonesië. Ipiebang telt 727 inwoners (volkstelling 2010).